# Агилита (Порторико)
Агилита (шп. Aguilita) град је у америчкој острвској територији Порторико, острвској држави Кариба.

## Демографија
По попису из 2010. године број становника је 4.747, што је 175 (-3,6%) становника мање него 2000. године.
| Група             | 2000.         | 2010.         |
| Белци             | 17 (0,3%)     | 19 (0,4%)     |
| Афроамериканци    | 486 (9,9%)    | 807 (17,0%)   |
| Азијати           | 10 (0,2%)     | 11 (0,2%)     |
| Хиспаноамериканци | 4.895 (99,5%) | 4.721 (99,5%) |
| Укупно            | 4.922         | 4.747         |